# Jacques-Simon Tournouër
Pour les articles homonymes, voir Tournouër.
Jacques-Simon Tournouër (1er février 1794, Auxonne - 25 septembre 1867, Ver-sur-Launette), est un homme politique français.

## Biographie
Il fit sa carrière dans l'administration. Devenu, sous le gouvernement de Louis-Philippe, maître des requêtes au conseil d'État, il se présenta sans succès à la députation, le 21 juin 1834, dans le 2e collège de la Côte-d'Or. Il échoua encore le 4 novembre 1837. Il entra à la Chambre le 2 mars 1839, comme député du même collège. Il siégea dans les rangs de la majorité conservatrice, puis fut promu au rang de conseiller d'État. Durant son parcours politique local, il fut un vif opposant au député du Centre gauche Jules Étienne François Muteau (1795-1869), président du Conseil général et grand-père du député Alfred Muteau.  

## Famille
Originaire d'une vieille famille de Varzy qualifiée de Bourgeois de Paris depuis le XVIIe siècle pour alimenter la capitale en bois façonnés et bois de bout, il avait épousé Alexine Evrat, fille de Jean-Alexis Evrat - élève de Guillaume Dupuytren - médecin du roi Charles X et de la Marie-Thérèse de France, duchesse d’Angoulême, et médecin-accoucheur de Marie-Amélie de Bourbon-Siciles, encore duchesse d’Orléans. De leur union naquit Olivier-Alexis en 1821, propriétaire d'une demeure familiale à Ver-sur-Launette dans l'Oise dont la descendance mourut jeune, Jacques-Raoul en 1823 (descendance Bastide du Lude et François-Octave en 1824, Attaché au ministère des Affaires Etrangères et propriétaire du château de Saint-Hilaire des Noyers dans l'Orne (descendance Gérard d'Aboville).
Son épouse hérita de la propriété Evrat située à Losne en Côte-d'Or, le château de La Borde, qui fut reprise ensuite par Jacques-Raoul puis par sa descendance Bastide du Lude.